# آثار التاريخ الطبيعي للخلق (كتاب)
آثار التاريخ الطبيعي للخلق هو مؤلف تأملي في التاريخ الطبيعي والفلسفة الطبيعية لروبرت تشامبرز عام 1844. نشره دون ذكر اسم المؤلف في إنجلترا، وقد جمع فيه بين الأفكار المختلفة لتطور النجوم مع التحول التدريجي للأنواع الحية في سرد سهل الفهم، يربط بين العديد من النظريات العلمية لذلك العصر.
استقبل المجتمع الفيكتوري كتاب الآثار في البداية بشكل جيد وأصبح من أكثر الكتب مبيعًا على المستوى الدولي، لكن موضوعاته غير التقليدية تتناقض مع اللاهوت الطبيعي المألوف في ذلك الوقت، وقام رجال الدين بانتقاده بشدة - وبعد ذلك عثر العلماء على أخطاء في الكتاب نتيجة نقص خبرة المؤلف. كانت الأفكار في الكتاب مفضلة من قبل الراديكاليين، لكن عرضه ظل شعبيًا لدى جمهور واسع. قرأه الأمير ألبرت بصوت عال للملكة فيكتوريا عام 1845. تسبب كتاب الآثار في تحول اتجاه الرأي العام الذي - حسب اعتقاد تشارلز داروين - قد مهد الذهن العام لتقبل نظرية التطور عن طريق الانتقاء الطبيعي والذي أعقب نشر أصل الأنواع في عام 1859.

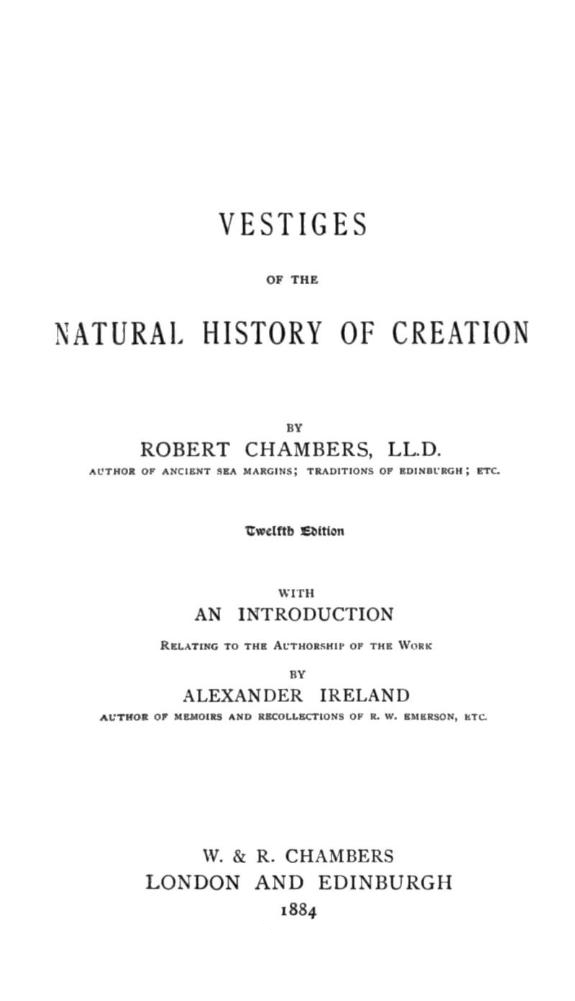
كتاب آثار التاريخ الطبيعي للخلق، طبعة 1884

على مدى عقود كانت هناك تكهنات حول من ألف الكتاب. ثم كشفت الطبعة الثانية عشرة، التي نُشرت في عام 1884، رسميًا أن المؤلف هو روبرت تشامبرز، الصحفي الإسكتلندي، الذي كتب الكتاب في سانت أندروز بين عامي 1841 و 1844 أثناء تعافيه من اضطراب نفسي. في البداية، اقترح تشامبرز عنوان التاريخ الطبيعي للخلق لكنه اقنع بتعديل العنوان، رغم أنه يخالف رأي الجيولوجي الإسكتلندي جيمس هوتون، الذي كان قد لاحظ تطاول الزمن الجيولوجي بقوله: «لا أثر لبداية، لا أمل لنهاية». بعض الإلهام للعمل المستمد من جمعية أدنبرة للفرينولوجيين المعنية أساسًا بفراسة الدماغ التي بلغ تأثير نزعتها المادية ذروته بين عامي 1825 و 1840. نشر جورج كومب المؤيد الرئيسي للتفكير الفريولوجيكتاب، دستور الإنسان المؤثر في عام 1828. شارك تشامبرز عن كثب مع زميلي كومب وليام إيه إف براون وهويت كوتريل واتسون الذين فعلوا الكثير لتوضيح النظرية المادية للعقل. توفي تشامبرز في عام 1871 ودُفن في أراضي كاتدرائية سانت أندروز، داخل كنيسة سانت ريجولوس القديمة.

## النشر
نُشر الكتاب في عام 1844 من قبل الناشر جون سبريغز مورس تشرشل في لندن. تم بذل الكثير من الجهد لتأمين سرية المؤلف من تشرشل والجمهور. بعد أن ينهي تشامبرز كل قسم من الكتاب تنسخه زوجته بخط يدها، لأن تشامبرز كان معروفًا جيدًا في التجارة. ثم يسلم ألكساندر أيرلند من مانشستر المخطوطة للناشر. سلمت المسودات النهائية قبل الطباعة من صاحب المطبعة - السيد سافيل - إلى أيرلندا الذي سلمها إلى تشامبرز. أطلع تشامبرز أربعة أشخاص فقط على السر: زوجته، وشقيقه ويليام، وأيرلندا، وروبرت كوكس. جميع المراسلات من وإلى تشامبرز مرت عبر ألكساندر أيرلندا كوسيط.

## المحتوى
يطرح العمل نظرية كونية لتطفر الأنواع باسم «التاريخ الطبيعي للخليقة» الذي نسميه الآن نظرية التطور. وتقول أن كل شيء موجود حاليًا قد تطور من أشكال سابقة: النظام الشمسي، الأرض، الصخور، النباتات والشعاب المرجانية، الأسماك، النباتات البرية، الزواحف والطيور، الثدييات، وفي النهاية الإنسان.

يُظهر الرسم التخطيطي من الطبعة الأولى نموذجًا للتطور حيث تمثل الأسماك (F) والزواحف (R) والطيور (B) فروعًا من مسار يصل إلى الثدييات (M).

يبدأ الكتاب بمعالجة أصول النظام الشمسي، وذلك باستخدام فرضية السديم لتفسير تكويناته كلها بالقانون الطبيعي. وفسر نشأة الحياة من خلال التولد الذاتي (وهي نظرية أبطلها باستور لاحقًا)، مستشهداً ببعض التجارب المشكوك فيها التي ادعت أنها ولدت الحشرات تلقائيًا من خلال الكهرباء، وقد استفاد داروين من ردود الفعل اللاحقة على كتاب آثار التاريخ الطبيعي للخلق وتجنب النقاط الضعيفة فيه مثل مسألة التولد الذاتي فذكرها بشكل سطحي البركة الصغيرة الدافئة ولم يجعلها جزءا متأصلًا في نقاشاته في أصل الأنواع. ثم اعتمد تشامبرز على الجيولوجيا ليشرح تقدم السجل الأحفوري بدءا من الكائنات الحية البسيطة إلى الأكثر تعقيدًا، والذي بلغ أخيرًا ذروته في الإنسان - مع تحديد الأوروبي القوقازي بلا أدنى شك باعتباره قمة هذه العملية، فوق الأجناس الأخرى وبقية مملكة الحيوان. بل إنها تصل إلى حد ربط قوة التفكير العقلي للإنسان ببقية الحيوانات كخطوة تطورية متقدمة يمكن تتبعها عبر بقية الحيوانات السفلية. في هذا المعنى، تهدف الأفكار التطورية المقدمة في كتاب الآثار إلى أن تكون كاملة وشاملة.
يحتوي الكتاب على تعليقات تستحق أن نعيدها في ضوء النقاشات الأخيرة، كالتعليقات عن التصميم الذكي. ومثال عن ذلك:
لا يوجد حاليًا أي نوع مخلوق ازدهر قبل العصر الثالث (باستثناء نقاعيات اهرنبيرغ). واختفت أشكال عديدة من الثدييات التي نشأت خلال تلك السلسلة تمامًا، وما بقي عندنا إلا أنواع قليلة منها فقط. وبالتالي نعثر على أكثر من مجرد إضافات متتالية إلى النماذج الموجودة سابقًا، أي السحب المتكرر لأشكال يبدو أنها غير ملائمة - انزياح مستمر بالإضافة إلى تقدم مستمر - هي حقيقة محسوبة بدقة بالغة لتلفت الانتباه. بالكاد يفشل النظر الدقيق في كل هذه الظروف في إيصال فكرة لعقولنا عن الخلق العضوي مختلفة نوعًا ما عن الفكرة التي احتفظنا بها حتى الآن.(p.152)
وبعبارة أخرى، فإن حقيقة الانقراض التي يمكن ملاحظتها في الطبقات الأحفورية تشير إلى أن بعض التصميمات كانت معيبة. من هذا، يخلص المؤلف إلى:
يجب أن تأتي فكرة أخرى بخصوص الأسلوب الذي سلكه المنشئ الإلهي للخلق العضوي. (p.153)
لكن الاقتراح ليس آلية، كما سيقترح داروين بعد خمسة عشر عامًا. يشير المؤلف فقط إلى أن الإله المتدخل دومًا ليس ضروريًا:
... كيف يمكننا أن نفترض أن الكائن العظيم الذي فطر كل هذه العوالم التي لا تعد ولا تحصى في شكلها، عبر التأسيس البسيط لمبدأ طبيعي صدر عن عقله، كان يتدخل شخصيًا وخاصة في كل مناسبة عندما تظهر سمكة أو زاحف جديد في إحدى هذه العوالم؟ من المؤكد أن هذه الفكرة سخيفة للغاية بحيث لا تقبل ولو للحظة. (p.154)
وهو يقترح علاوة على ذلك أن هذا التفسير قد يستند إلى لاهوت فاسد:
وهكذا، سرعان ما يتلاشى الاعتراض من النص الديني، ويظهر أن الأفكار السائدة حول الخلق العضوي مجرد استدلال خاطئ من النص، تشكلت في وقت قام جهل الإنسان بمنعه من استنباط نتيجة صحيحة.(p.156)
 ثم يحمد الله على بصيرته في توليد هذا التنوع الرائع من طريقة أنيقة للغاية، بينما يطارد أولئك الذين يبالغون في تبسيط إنجازه:
إن العقل المنطقي يرى أن الصفات الإلهية تظهر ولا تتضائل أو تتقلص بأي حال، عبر افتراض الخلق بموجب قانون، بل إن صفاته تمجد بلا نهاية. إنه من أضيق وجهات نظر بخصوص الإله، ومن خصائص الطبقة ضعيفة العقول، أن نفترض أن الإله يتصرف باستمرار بطرق معينة لمناسبات معينة. فهذا أولًا ينتقص إلى حد بعيد من بصيرته، والبصيرة أهم ما لا يمكن إنكاره من كل سمات القدرة الكلية. فوجهة النظر هذه تنزله إلى مستوى عقولنا المتواضعة. فما يستحقه الإله بالتأكيد أن نفترض أن كل الأشياء قد قدرها من البداية، رغم أنه بمعنى ما، لا يغيب عن أي شيء من مسار الشؤون الطبيعية، لإدراكنا أن النظام بأكمله مدعوم باستمرار بكلاءته الإلهية. (pp.156-157)

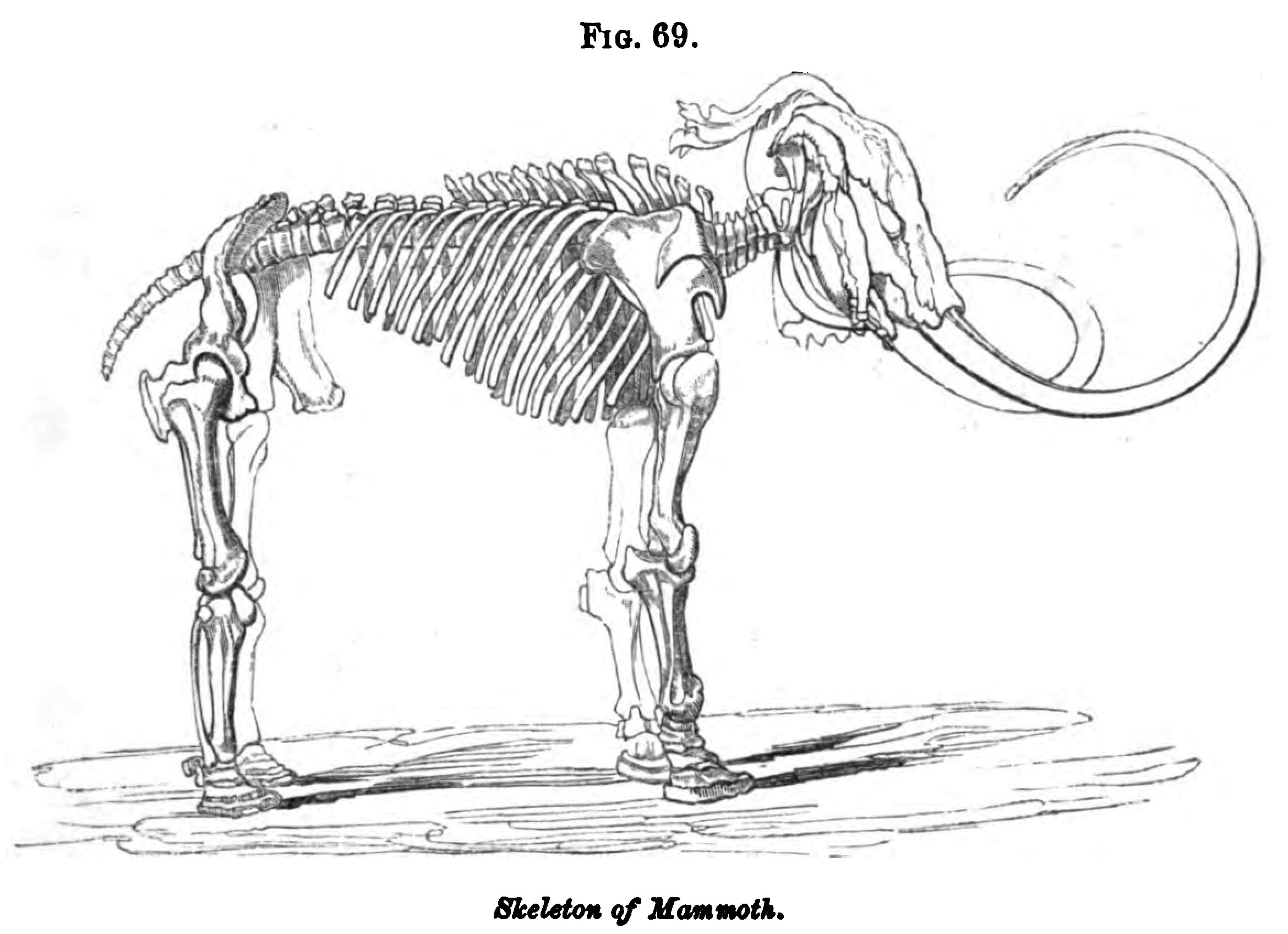
هيكل عظمي لماموث منقرض.واحد من أكثر من مائة رسم توضيحي منقوش على الخشب تم تقديمه في الطبعة العاشرة من كتاب Vestiges الذي نُشر عام 1853

بعد نشر كتاب الآثار زاد الدعم لأفكار التعايش بين الله والطبيعة، مع وضع الإله القوانين الطبيعية بدلاً من التدخل الدائم بالمعجزات. وربما لهذا السبب سهل قبول كتاب أصل الأنواع لاحقًا عند نشره. من ناحية أخرى، فإن معرفة داروين للفضيحة ولاختباره رد فعل أصدقائه من العلماء، زاد تردده في نشر أفكاره الخاصة، وأخرها إلى أن بحث جيدًا في الإجابات على جميع الاعتراضات المحتملة (رغم اضطراره في النهاية أن ينشر كتابه في وقت أبكر من الوقت الذي أراده على أي حال).

### كتاب الآثارولامارك
جادل الكتاب عن وجهة نظر تطورية للحياة بنفس روح ما كتبه الفرنسي الراحل جان بابتيست لامارك. لطالما طعن بمصداقية لامارك بين المفكرين في أربعينيات القرن التاسع عشر، وكانت النظريات التطورية (أو التطويرية) غير شعبية على الإطلاق في الجمهور، باستثناء بعض الراديكاليين السياسيين والماديين والملحدين. انتقد تشارلز لايل أفكار لامارك تمامًا في الطبعة الثانية من كتابه المميز مبادئ الجيولوجيا. وبالتالي، كان من المغري بطبيعة الحال بالنسبة لبعض النقاد أن يرفضوا كتاب الآثار على أنه ينهج نهجًا لاماركيًا. ومع ذلك حاول تشامبرز أن ينأى بصراحة نظريته الخاصة عن نظرية لامارك من خلال إنكار أي مقبولية لآلية لامارك التطورية.
من الممكن الآن أن تكون الرغبات وممارسة الملكات قد دخلت بطريقة ما في إنتاج الظواهر التي كنا ندرسها؛ لكن بالتأكيد ليس بالطريقة التي اقترحها لامارك، التي من الواضح أن مفهومها الكامل غير كافٍ لتفسير ظهور الممالك العضوية، بحيث لا يمكننا أن نضعها بكل أسف بين زلات العلماء.(p.231)
في مقدمة السيرة الذاتية (مجهولة المصدر) مكتوبة بضمير الغائب والتي ظهرت في الطبعة العاشرة، ذكر تشامبرز أنه «قد سمع بفرضية لامارك؛ لكن بدا له أن تسير في حلقة مفرغة، ورفضها لأنها غير كافية على الإطلاق لتعليل وجود الأنواع حية.» 

## استقبال أفكاره

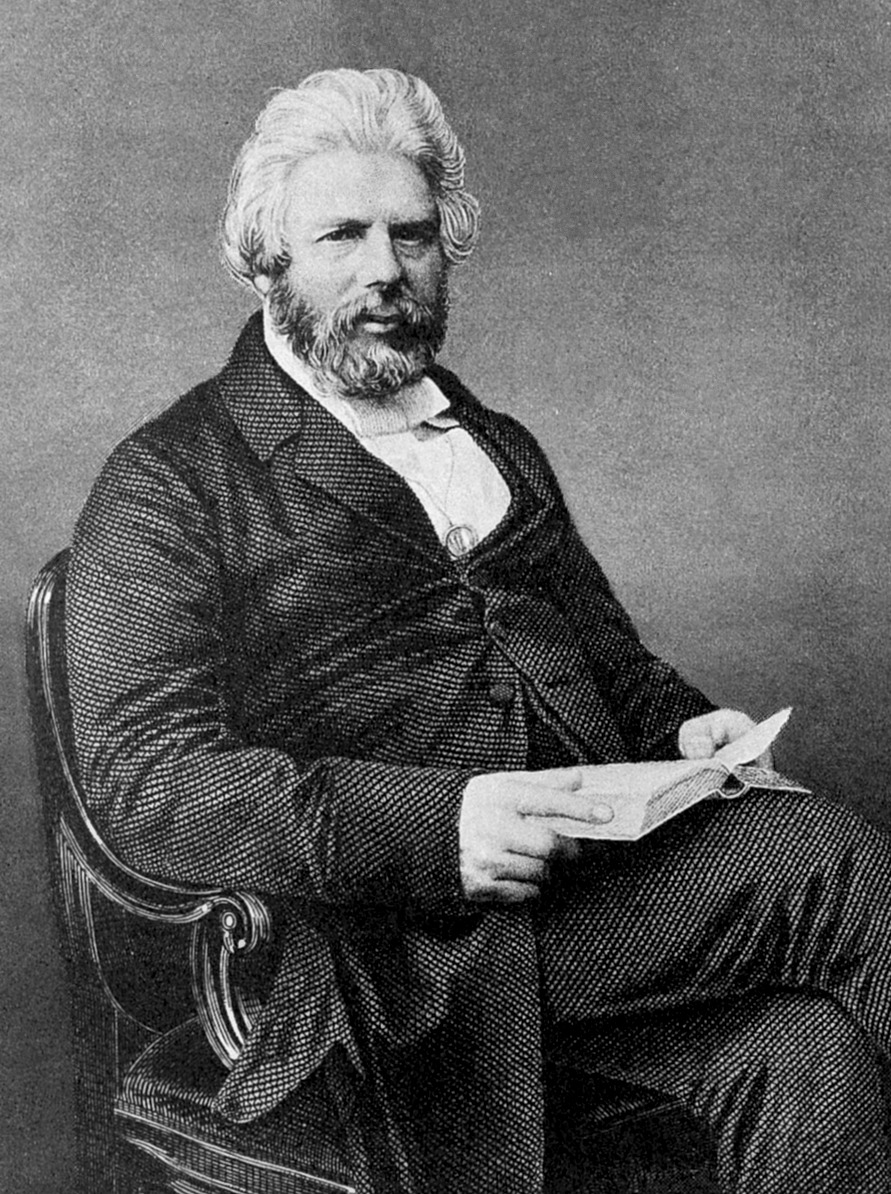
روبرت تشامبرز ، مؤلف كتاب مجهول لشركة فيستيز

سرعان ما أصبح الكتاب أكثر الكتب مبيعًا وكان مؤثرًا قد قرأ بشغف في الأوساط الملكية. قرأه الأمير ألبرت بعد ظهر كل يوم لفترة مبكرة من عام 1845 بصوت عالٍ للملكة فيكتوريا باعتباره كتابًا علميًا مناسبًا يشرح أحدث الأفكار من أوروبا.  يقال إن أبراهام لينكون قد قرأ الكتاب و «أعجب بعمق بمفهوم ما يسمى القانون العالمي للتطور.»  لقي قبولًا حسنًا من قبل قراء الطبقة الوسطى، ورجال الدين غير التقليديين، وخاصة من مجموعات الكنيسة غير الملتزمة بكنيسة إنكلترا مثل الكنيسة التوحيدية. في البداية تجاهل العلماء الكتاب واستغرق الأمر بعض الوقت قبل أن تنشر المراجعات العدائية، لكن في ذلك الوقت كان الكتاب ورجال الدعاة ورجال الدولة أدانوه علانيةً. والجدير بالذكر أن السير ديفيد بروستر كتب مراجعة نقدية للغاية للعمل في مجلة مراجعة شمال بريطانيا، حيث صرح:
ذكرت الاكتشافات في الجيولوجيا أو في الفيزياء بشكل قاصر، وفسرت أجزاء من الكتاب المقدس بشكل قاصر، قد يتوقع أن تضع الاكتشافات والتفسيرات نفسها في تصادم مؤقت؛ ولكن من الذي كان يمكن أن يتوقع أي تكهنات عامة حول التاريخ الطبيعي للخلق، والتي من شأنها أن تذهل الطالب التقي، أو تزعج للحظة صفاء العالَم المسيحي؟ لقد حدث مثل هذا الحدث، يقع على عاتق مؤلف العمل المعروض علينا مسؤوليته. لقد بدأت نبوءات أيام الكفار، وتدل على عدم صوابية تعليمنا العام، بدأ كتاب «آثار التاريخ الطبيعي للخلق» يعجب الجمهور وأخذ فرصة جيدة لتسميم ينابيع العلوم، واستنزاف أسس الدين. يتمتع هذا المجلد بشعبية في موضوعه، وكذلك في طريقة عرضه، وقد حصل على توزيع واسع بين الطبقات المؤثرة في المجتمع. لقد قرأها وأشاد بها أولئك الذين لا يستطيعون تقييم حقائقه، ولا يقدرون حججه، ولا يكتشفون نزعاته؛ في حين أن أولئك الذين يستطيعون - مثل الفيلسوف، وعالم الطبيعة، وعالم الدين - قد توافقوا جميعًا على وصفه بأشنع الصفات. 
منذ حوالي عام 1800، تم التنديد بالأفكار التطورية باعتبارها أمثلة على المادية الخطرة، التي قوضت اللاهوت الطبيعي وحجة التصميم، مما يهدد النظام الأخلاقي والاجتماعي الحالي. نشر هذه الأفكار أفراد الطبقة الدنيا الراديكاليين التي تسعى إلى قلب التبرير الإلهي للنظام الاجتماعي الأرستقراطي. دعم المؤلف المصالح السياسية للطبقة الوسطى، ورأى أن قوانين التقدم في الطبيعة تتضمن التقدم السياسي الحتمي. سعى إلى تلطيف الخطاب الراديكالي عبر تقديم التطور التدريجي باعتباره ظهورًا للقوانين الإلهية للخلق التي سبق تقديرها، على شكل تطور يصل ضمن ما يصل إليه، إلى ظهور النوع البشري. كان المناخ السياسي قد تلطف فقد أدى الازدهار المتزايد إلى تقليص المخاوف من الثورة، وكان الكتاب يُعتبر على نطاق واسع مجرد كتاب فضائح وإثارة. ولم يقرؤه فقط أفراد المجتمع الراقي، بل قرأه أيضًا - بفضل ظهور النشر الرخيص الكلفة - أفراد الطبقات الدنيا والمتوسطة، واستمر بيعه بكميات كبيرة لبقية القرن التاسع عشر.
ربما تسامحت المؤسسة الدينية مع قانون للخلق مصمم سلفًا، لكن كتاب الآثار قدم قانونًا تقدميًا تكون البشرية غايته النهائية، وبالتالي قد استمرارية عاملت الجنس البشري باعتباره الخطوة الأخيرة في ترقي الحياة الحيوانية. وتضمن الكتاب حججًا تقول بأن القدرات العقلية والأخلاقية لا يتفرد بها البشر، ولكنها نتجت عن زيادة حجم المخ خلال هذا الترقي. تم رفض هذه النزعة المادية من قبل المؤسسة الدينية والمؤسسة العلمية، وغضب العلماء لأن المؤلف قد تجاوز مرجعيتهم من خلال التوجه مباشرة إلى القراء فوصل إلى جمهور واسع.

### الثناء المبكر
وزع الناشر جون تشرشل، كما طلب منه، نسخًا مجانية للمراجعة على العديد من الصحف اليومية والأسبوعية، وقام الكثير من هذه الصحف بالإعلان عن الكتاب ونشر اقتباسات من سطر واحد أو عرض مقتطفات من الكتاب، حتى أن صحيفة الشاهد witness التبشيرية الإنجيلية الاسكتلندية أعطت الكتاب الدعاية والمصداقية بهذه الطريقة. بعض الصحف قدم مراجعات جوهرية، وأولها ظهرت في منتصف نوفمبر 1844 في صحيفة «الفاحص Examiner» الأسبوعية: 
ونتيجة لهذا الدعاية، بيع الإصدار الأول للكتب وكان 1750 نسخة في أيام قليلة. ومن بين من حسن حظهم أن يكون قد طلب نسختهم على الفور، علق الشاعر تينيسون لبائع الكتب بأن المراجعة تقول «يبدو أنه يحتوي على العديد من التكهنات التي اعتدت قراءتها منذ سنوات، وكتبت بناء عليها أكثر من قصيدة.» وخلص بعد قراءة الكتاب، إلى أنه «لا يوجد شيء سيء في النظرية». أخبر بينجامين دزرائيلي أخته أن الكتاب «يهز العالم، ومؤلفه مجهول» وأخبرتها زوجته أن «دوزي يقول إنه سيؤدي حتمًا إلى أكبر إثارة المشاعر والاضطراب».   وجه العدد المحدود من النسخ المتاحة في البداية إلى مجموعة مختارة من القراء المرموقين. بدأ موسم الخريف الأدبي في أواخر الخريف مع ظهور المراجعات الأولى، وبحلول أوائل يناير، كان الكتاب مادة أحاديث تجمعات النخب الأدبية. في أماكن مثل قصر بكنغهام وحفلات ليدي بايرون، أصبح التطور الكوني موضوع نقاش لأول مرة منذ سنوات عديدة. قامت المجلات الطبية بما في ذلك اللانست بتاريخ 23 نوفمبر 1844 بإجراء مراجعات إيجابية، مع انتقادها بعض النقاط المحددة. في يناير، قدمت مجلة فصلية توحيدية المنظور Prospective دعمًا قويًا، لكن المجلات الفصلية الرفيعة الشأن التي يمكن أن تحدد النجاح الطويل الأجل للكتب كانت لا تزال تبحث عن مراجعين للكتاب. 

### أول نقد
في وقت مبكر من عام 1845، ظهرت مراجعات نقدية في مجلة Athenaeum ومجلة Literary Gazette ومجلة The Gardeners 'Chronicle. كانت الأسبوعية العلمية والأدبية الأكثر مرجعية هي Athenaeum، وكتب «إدوين لانكستر» مراجعتها غير الموقعة في 4 يناير. لقد شعر الناشر تشرشل بالقلق بالفعل من تقرير اللانست عن العديد من الأخطاء، وقد فوجئ عندما اكتشف أنه على عكس من تعامل معهم عادة من الأطباء المتخصصين، كان مؤلف كتاب الآثار مفتقرًا إلى المعرفة المباشرة بالموضوع أو يفتقد القدرة على تصحيح مسودات النص قبل الطباعة النهائية. , بناءً على طلب المؤلف، كان قد جهز لطبعة شعبية، لكنه لم يكن راغبًا في متابعة إعادة النشر الرخيصة هذه حتى يتم تصحيح الأخطاء. تعاقد تشرشل مع لانكستير لإجراء تصحيحات على المصطلحات للطبعة الثانية التي نشرت في ديسمبر 1844، وقام كل من لانكستير والكيميائي جورج فونير بإجراء مزيد من التنقيحات للطبعة الثالثة. في الوقت انتشر استخدام محبب لكتاب الآثار في الموسم الجديد كمادة حديث في المجتمع اللندني، تجنب الناس الحديث عن تأثيراته الدينية، لكن قراءة الكتاب كانت مختلفة تمامًا في ليفربول، إذ انتشر لأول مرة علنًا أن رجال العلم أدانوا الكتاب، فأصبح موضوع نقاش دائم في الصحف. كان الكتاب جذابًا للإصلاحيين، بما في ذلك مناصروا الوتيرة الواحدة ووليام هودغسون William Ballantyne Hodgson، مدير معهد الميكانيكا الذي أصبح، مثل تشامبرز، مؤيدًا لأفكار جورج كومب George Combe. القس إبراهم هيوم، كاهن الكنيسة الانجليكانية ومحاضر فيها، قدم هجومًا مفصلًا على كتاب الآثار في «جمعية الأدب والفلسفة في ليفربول» في 13 يناير عام 1845، وذلك دفاعًا عن الآداب العامة والهيمنة الإنجيلية للمحافظين «التوري tory» في المدينة، ووضح أن الكتاب يتعارض مع النصوص العلمية القياسية المتخصصة بخصوص السدم والحفريات والأجنة، واتهمه باستعمال أساليب الرواية المتلاعبة التي تقع في «الأرض المثيرة للجدل بين العلم والخيال». وفي الاجتماع التالي بعد أسبوعين، دافع جون روبيردز، نجل الكاهن جون غوتش روبيردز، عن الكتاب ووصفه بأنه حسن النية، ويستند إلى «تفكر عميق وبحوث مكثفة»، ولاحظ أنه غير متسق في التمييز بين المعجزات والقانون الطبيعي، ضد وجهة نظره المؤيدة للوتيرة الواحدة. نظرًا لأن المناقشات اللاحقة بدت غير حاسمة، كتب إبراهام هيوم إلى كبار رجال العلوم للحصول على آراء الخبراء المرجعية، وجعل ردودهم علنية لحل النزاع. لكن ذلك أتى بنتائج عكسية، عندما أشار كاتب في ليفربول جورنال إلى التناقضات وعدم الاتساق بين مختلف آراء الخبراء.
والنقطة الوحيدة المتفق عليها في الآراء، مفادها أن كتاب الآثار كان غير علمي، ونشر رسائلهم بخصوصه يعتبر سلوكًا سيئًا، وغير حكيم من الناحية التكتيكية. وسمح قلة من الخبراء بنشر أي إشارة مباشرة إلى الكتاب تحتوي أسمائهم، وأن تنشر خلافاتهم المحترمة على الملأ.
عادة ما يسارع رجال الدين الأنجليكانيون إلى نشر منشورات عن أي جدال ديني، لكنهم مالوا إلى ترك الرد على كتاب الآثار لافتقارهم إلى الخبرة: وكان من المتوقع أن يقود رجال العلوم الهجوم المضاد. في ذلك الوقت كانت جامعة أوكسفورد وجامعة كامبريدج جزءًا من المؤسسة المسيحية الأنجليكانية، التي تهدف إلى تثقيف السادة المسيحيين، بحيث يكون نصف الطلاب رجال دين لاحقًا. أما المواد العلمية فكانت محاضرات اختيارية. وكان الأساتذة في الجامعتين رجال دين علميين يتمتعون بسمعة قوية، وقد تطور العلم في كامبردج، كعلم اللاهوت الطبيعي، ولم توجد وقتها مؤسسة علمية موحدة. وعندما لجأت «مجلات المراجعة الفصلية» إلى هؤلاء للتعليق على كتاب الآثار، كانت مسألة تبيين سطحية الكتاب أمرًا صعبًا؛ لأن مجال موضوعاته الواسع يعني جذب الخبراء إلى ردود سطحية خارج مجال خبرتهم المكثفة. رفض وليام ويلي William Whewell جميع طلبات المراجعة تجنبًا لتكريم كتاب «جريء ومتخرص وزائف»، لكنه أصبح أول من رد ونشر مؤشرات الخالق في منتصف فبراير 1845 كمجلد رفيع وأنيق من «المقتطفات اللاهوتية» من كتاباته. وكان هدفه إعلام مجتمع لندن السطحي، الذي اعتاد على التناول الخفيف للكتب كمادة للأحاديث تفتقر إلى عقول أعدت بشكل صحيح للتعامل مع الفلسفة الحقيقية والعلوم الحقيقية، وقد تجنب ذكر كتاب الآثار باسمه. خلال الأشهر الأولى الحاسمة كان هذا النقاش، ومحاضرة هيوم الموزعة كمنشور هما الردان الوحيدان على كتاب الآثار الذين نشرا من قبل رجال دين رسميين، ووجد مؤلفان قصيران آخران يعارضان الكتاب: محاضرة نشرها واعظ كنيسة أنابابتست جون شيبارد، وكتيب ديني غير رسمي مناهض للعلوم صمويل ريتشارد بوسانكيه Samuel Richard Bosanquet. 
قرئ الكتاب بشكل واسع بين الطبقة الأرستقراطية المهتمة بالعلوم، التي قيمته بشكل مستقل دون رفضه مباشرة. كتب السير جون كام هوبهاوس John Cam Hobhouse أفكاره في مذكراته: «على الرغم من التلميحات إلى إرادة الله الخلاقة، إلا أن مضمونه هو الإلحاد - وتقديم منشئ لجميع الأشياء يبدو وكأنه غالبًا إجراء شكلي من أجل للحفاظ على المظهر - ولم يكن الحديث عن الخالق جزءًا ضروريًا من مخطط الكتاب». وبينما كان يشعر بالقلق إزاء معلومات الكتاب عن سجل الأجنة التي تشير إلى وجود أصول حيوانية للبشر، فقد اعتقد أن لهجته جيدة. وخلص إلى أن «هذا لا يتدخل في الدين الموحى - لكن ما لم أكن مخطئًا فإن رؤساء الدين الموحى به سيتدخلون فيه». اعتقد اللورد موربث Morpeth أن للكتاب «فيه الكثير من الإمكانات، وهو مذهل، وملفت للنظر» ولا يتعارض التطور التدريجي مع سفر التكوين أكثر مما تعارضه الجيولوجيا الحالية، لكنه «لم يعتن كثيرًا بفكرة أننا من نسل القرود» واعترض بشدة على فكرة أن كوكب الأرض كان «عضوًا في تشكيلة» كواكب مماثلة. 
نُشر كتاب الآثار في نيويورك، فنشر عدد أبريل 1845 من مجلة مراجعة شمال أمريكا North American Review مراجعة طويلة له، كانت بداية المراجعة مبعثرة حول اعتماده على النظريات العلمية الظنية: 
| آثار التاريخ الطبيعي للخلق (كتاب) | لقد تناول الكاتب كل حقيقة مشكوك فيها وكل فرضية مستغربة تقريبًا. مما نشرها ممتهيني العلم وادعياءه خلال القرن الحالي ...فرضية السديم ... التولد التلقائي ... نظام ماكليا Macleay system (نظام تصنيف ادعى أن كل تصنيف فيه خمس تصنيفات فرعية بشكل حتمي) ، الكلاب التي تلعب الدومينو، الزنوج المولودون من الآباء البيض، المادية ، علم الفراسة، - لقد اعتمد عليها كلها، وجعلها تؤدي دورًا مهمًا في نظريته الرائعة، فقام باستبعاد الحقائق المعتمدة جيدًا والمذاهب الراسخة للعلوم إلى حد بعيد." | آثار التاريخ الطبيعي للخلق (كتاب) |

### السادة العلميون يستجيبون
كان القس آدم سيدجويك، من مؤسسي علم الجيولوجيا (وهو الذي اقترح الفترة الكامبرية والديفونية في السلم الجيلوجي الزمني) وأستاذ الجيولوجيا في وودوارديان بجامعة كامبريدج، يتمتع بشعبية ويحظى باحترام كبير، حيث دافع مؤخرًا بقوة عن الجيولوجيا الجديدة ضد القس السير ويليام كوكبورن Sir William Cockburn عالم جيولوجيا تعتمد قراءة حرفية للكتاب المقدس Scriptural geologist. لقد رفض آدم عدة دعوات لمراجعة كتاب الآثار، بحجة ضيق الوقت، لكن في مارس/آذار، قرأه بتمعن، وفي 6 أبريل ناقش مع كبار رجال الدين الآخرين «المادية الواضحة» للكتاب «التي يعمل ضدها هو وجميع الرجال العلميين الرافضين لها». ويعتقد بأن «القفز المتسرع إلى الاستنتاجات» يشير إلى أن المؤلف امرأة. في رسالة إلى تشارلز ليل حول «الكتاب الخاطئ»، أعرب عن اشمئزازه: «إذا كان الكتاب صحيحًا، فإن جهود الاستقراء الرصين كانت هباء، والدين كذبة؛ والقانون الإنساني كتلة من الحماقة، والظلم قاعدة؛ والأخلاق لغو؛ عملنا من أجل السود في أفريقيا كان من أعمال المجانين؛ والرجل والمرأة ليسا سوى وحوش أفضل! .... لا يسعني إلا أن أفكر في أن العمل كتبته امرأة، فهو يرتدي ملابس أنيقة وظاهره رشيق للغاية. ولا أعتقد أن "الرجل الوحش" كان بإمكانه القيام بهذا جيدًا.» وفي 10 أبريل/نيسان، اتصل بمكفي نابيير Macvey Napier، محرر مجلة مراجعة أدنبره، الذي قبل العرض بسرعة. كان سيدجويك غير منظم إلى حد ما ولم يكتب مراجعة من قبل. لتوفير الوقت دفعات من كتابته كانت تنضيد عند وصوله، لذلك كان يطبع جزء «في حين أن الجزء الآخر لا يزال أعمل عليه في ذهني وأنا في كامبريدج.» لم يصر نابيير على المراجعة المختصرة المعتادة، لكن مع استمرار وصول الأجزاء أوقف نشرها في منتصف شهر مايو، عندما وصلت 85 صفحة، وهي إحدى أطول المراجعات التي نشرتها المجلة الفصلية على الإطلاق.
أعطى الاجتماع السنوي للجمعية البريطانية لتقدم العلوم في كامبريدج في يونيو عام 1845، لرئيسها جون هيرشل أرضية لمواجهة كتاب الآثار. تناول خطابه الرئاسي المقارنة بين «المنهج السليم والمدروس والواعي» للأخوة العلمية وبين «التعميم المفرط في التسرع» و «التخمين المجرد» للكتاب الذي لم يكشف عن اسمه. وكان مصابًا بنزلة برد، وألقى كلماته بشكل سيء، لكنها ظهرت في الصحف في جميع أنحاء البلاد باعتباره رفض أهم رجل علمي للكتاب. واستمرت الهجمات على كتاب الآثار بقية الأسبوع. في قسم الجيولوجيا، استخدم رودريك مرشيسون محاضرته لتوضيح الالتباس بين الآراء المتنافسة، وقال إن «كل قطعة من الأدلة الجيولوجية أكدت الاعتقاد بأن كل نوع حي كان مثالياً في نوعه عندما أبدعه الخالق بداية». وضع سيدجويك جانباً خلافاته مع مورشيسون لتلخيص مراجعته القادمة في إدنبره وتوافق معه على معارضة الأفكار التطورية و «وحدة الوجود الموحشة» للكتاب.
نُشرت مقالة سيدجويك الطويلة اللاذعة وغير المترابطة في عدد يوليو 1845 من مجلة مراجعة أدينبره. كانت المقالات مجهولة المصدر، لكنه أكد أن تأليفه معروف جيدًا. لقد تجاهل حذر وليام ويلي من محاولة دحض الكتاب نقطة تلو الأخرى، وتتبع ترتيب نصوص كتاب الآثار وجلب الأدلة الحالية لتقويض افتراض التحولات المستمرة الكامنة للكائنات وراء فرضية التطوير التدريجي التي احتقرها معتبرًا إياها مجرد تكهنات، وأشار إلى الأخطاء التي تبين عدم كفاية خبرة المؤلف. فكتاب الآثار يهدد بقوة الفصل بين الإنسان والحيوان، ويحطم الآمال باليوم الآخر. عبر سيدجويك عن قلقه بشأن "أولادنا وبناتنا الطاهرين .... عند الاستماع إلى الإغراءات التي قدمها هذا المؤلف؛ الذي يأتيهم بظاهر مشرق، مصقول، والعديد من الألوان، يخفي تحته الثعبان الملتف من الفلسفة الباطلة، ويغريهم بأن تمتد أيديهم ليتناولوا الفاكهة المحرمة"، ويخبرهم "أن الكتاب المقدس خرافة عندما علمهم أنهم صنعوا في صورة الله - فهم أبناء القردة وذرية الوحوش - لقدألغى جميع أشكال التمييز بين ما هو مادي وما هو أخلاقي، ومن شأنها من وجهة نظر سيدجويك أن تؤدي إلى "مادية طاغية لا تنتهي، مهينة للإنسان" تفتقر إلى القراءة الصحيحة للطبيعة بأنها مثال لاستخلاص الدروس الأخلاقية من الحقائق المادية. وذلك يحتاج إلى استخدام العقل من قبل الرجال العظماء الذين اعتقدوا أن "الحقيقة الأخلاقية هي الشكل الراقي للحقيقة المادية" وأن "كل الطبيعة، المادية والأخلاقية على حد سواء، تم صوغها ودعمها من قبل عقل واحد مبدع" بحيث لا يمكن أبدًا أن تكون حقيقة ما في صراع مع حقيقة أخرى. في تقديم كتاب الآثار للقانون الطبيعي كعلة للروح، تهديد للتوازن الدقيق بين الإيمان والعلم. 
ورحبت المجلات التي عارضت الكتاب من قبل بمقال سيدجويك، حيث وصفته الجريدة الأدبية بأنه «مراجعة لاذعة، لا الرد عليها»، كما فعلت أقسام من الكنيسة كانت تشك في العلم والجيولوجيا. ومع ذلك، كان عنفها الصريح غير مناسب لمجتمع عصري، وكتب وليام ويلي «بالنسبة لي يبدو النص ممتازًا، ولكن صياغته سيئة، وأشك إن كان سيؤدي الغرض منه». وجد الأرستقراطيين أنها مراجعة «طويلة وغير فعالة» وصعبة الفهم، ويشتبه جون غيبسون لوكهارت من المجلة المحافظين التروي المراجعة الفصلية أن «العلماء جميعهم غاضبون من مؤلف كتاب الآثار لأنه من المحتمل أن يكونوا معه في نفس القارب». اعتقدت الصحافة الليبرالية المتطرفة أيضًا «أنه قد يتم التضحية بمجرد مؤلف مجهول لتأكيد صحة العقيدة الإلهية لجامعة كامبريدج»، على أمل إبقاء «الحصانة لتكهناتهم الخاصة، من خلال عرض رخيص للحماسة البليغة ضد كل من يجرؤ على تجاوز نظامهم».

### تفسيرات: تكملة للكتاب
تجدد النقاش في المراسلات في الصحف. نصح الناشر تشرشل المؤلف المجهول بعدم مواجهة الهجمات عن طريق الذهاب إلى الناس بنسخة رخيصة الثمن، وتناهى إلى علمه أن المؤلف «يكتب دفاعًا عن الكتاب، مع التركيز بشكل خاص على الهجوم الخشن للسيد سيدجفيلد Sedgfield»، وينوي نشرها كرسائل إلى التايمز ويتبعها بكتيب. ولكن بناءً على نصيحة الناشر تشرشل وسّع الرد ليكون في كتاب يتألف من 206 صفحة يماثل المؤلف الأصلي، ونُشر هذا الرد في نهاية عام 1845 بسعر خمسة شلن تحت عنوان تفسيرات: تكملة كتاب آثار التاريخ الطبيعي للخلق Explanations: A Sequel to the Vestiges of the Natural History of Creation، «مؤلف قوي الحجة ومؤثر» يهدف إلى «إقناع الرجال ذوي العقلية المتفتحة»، نُشر دون اسم «من مؤلف هذا العمل». كان الإصدار الخامس المنقح من كتاب الآثار جاهزًا في يناير 1846، وبيع الكتاب والتكملة معًا بشكل شائع، للاستفادة من الدعاية في مراجعات «التفسيرات».
عكست مجلة مراجعة شمال بريطانيا استعداد الكنيسة الإنجيلية المشيخيّة للنظر في العلم من حيث «العقل وليس الإيمان»، والنظر إلى القانون الطبيعي باعتباره موجهًا مباشرة من قبل الله، لكنها حذرت من أنه «إذا أوحي إلى الإنسان أن الله تعالى قد خلقه من تراب الأرض، ونفخ فيه من روحه، فمن العبث أن نقول للمسيحي أن الرجل كان في الأصل بقعة من الزلال، مرت عبر مراحل من العضويات الدقيقة والقرود، قبل أن يصل إلى تفوقه العقلي الحالي». لقد أعجبت العديد من النساء بالكتاب، و «وإن كان لا يُبشّر بالخير بالنسبة للجيل الصاعد أن تكون أمهات إنجلترا مصابات بأخطاء علم الفراسة Phrenology: فالشأن أن ما يبشر بالأسوأ لو تلوثن بالمادية». 
خططت تشامبرز لإصدار «طبعة إضافية للطبقات الراقية والمكتبات»، تمت مراجعتها بعمق للتعامل مع الأخطاء ولدمج أحدث ما وصل له العلم، مثل تفاصيل سديم الجبار الذي كشفه تلسكوب اللورد روس العملاق. أدى استخدام تباعد واسع بين الكلمات والأسطر، ووجود النص الإضافي، إلى تمديد الكتاب بنسبة 20٪، وكان لا بد من زيادة السعر ليبلغ تسع شلنات. واستخدام النص المطابق للطبعة الشعبية التي طال انتظارها، وكانت أصغر مع تجليد رخيص، وحروف أصغر والنص متقارب الكلمات والأسطر. طبعت الطبعة الشعبية الرخيصة أولاً، لكن تم وضعها جانبًا إلى أن يتم نشر الطبعة الفاخرة للسادة؛ بحيث تظهر وكأنها إعادة إصدار للطبعة السادسة باهظة الثمن، وليس العكس. كان ثمن الطبعة الشعبية شلنين ونصف، وحجم الإصدار خمسة آلاف نسخة، أي ما يقرب من الإصدارات الأربعة الأولى مجتمعة. وبيعت بشكل جيد، على الرغم من أن مبيعات الإصدار باهظ الثمن كانت بطيئة.
أضاف سيدجويك مقدمة حجمها أكثر من 400 صفحة للطبعة الخامسة من كتابه حوار حول دراسات جامعة كامبريدج Discourse on the Studies of the University of Cambridge  1850، وفيها هجوم مطول على كتاب الآثار ونظريات النمو بشكل عام.
من بين الانتقادات الدينية، أكد البعض أن استخدام تشامبرز لـ «القانون الطبيعي» لتفسير إنشاء الكواكب والتكوين المتوالي لأنواع جديدة، بما في ذلك الإنسان، يستبعد إمكانية حدوث معجزة والتحكم الإلهي. بعبارة أخرى، بموجب هذا المخطط، لم يتفاعل الله شخصيًا مع خليقته بعد إبراز هذه القوانين الأولية. بالنسبة لهؤلاء النقاد، كان هذا أقرب إلى إنكار المعجزة المركزية للمسيحية، وبالتالي إنكار المسيحية نفسها.

## نفوذ الكتاب وتأثيره

### داروينوكتاب الآثار
تشارلز داروين كان من أوائل القراء لكتاب الآثار وكان قد وضع تصور لنظريته الخاصة في الانتقاء الطبيعي لتفسير التطور قبل ست سنوات ولم ينشرها بعد، وكتب افكاره في يوليو 1844 في "مقال". وناقش لمدة عام بشكل مبدئي أفكاره التطورية في مراسلاته مع جوزيف دالتون هوكر، الذي كتب إلى داروين في 30 ديسمبر 1844 بأنه "كان مسرورًا بكتاب الآثار، لكثرة الحقائق التي جمعها معًأ، على الرغم من أنني لا أتفق مع استنتاجاته على الإطلاق، لا بد أنه زميل مسل: بطريقة ما تبدو كتبه أشبه بكتب عجائب 9 أيام أكثر منها مؤلف سيستمر: إنه بالتأكيد "يستحق ثمنه" - أقصد ما يستهلكه من وقت للقراءة، لأنها محبوب بما يكفي؛ لكن فيه الكثير من الأخطاء". قرأ داروين الكتاب في نوفمبر/تشرين الثاني، ووجد أنه استند إلى بعض خطوط الأدلة التي كان قد جمعها، وطرح أسئلة يجب معالجتها. أجاب هوكر بأنه كان "أقل إعجابًا نوعًا ما بالكتاب .... فالنص والترتيب مثير للإعجاب بالتأكيد، ولكن معرفته بالجيولوجيا سيئة، ومعرفته بعلم الحيوان أسوأ بكثير. لقد تعلم داروين الجيولوجيا من آدم سيدجويك، وكان مهتمًا بشكل خاص بما قاله معلمه السابق عن التطور (نقده اللاذع لكتاب الآثار). وكتب داروين في أكتوبر من عام 1845 إلى صديقه تشارلز لايل أن مراجعة سيدجويك كانت "حجة كبيرة ضد تحوير الأنواع" وقد قرأها بحالة من "الخوف والارتعاش"، لكن داروين كان "سعيدًا جدًا باكتشاف" أنه توقع اعتراضات "سيدجويك" و "لم يغفل أيًا من الحجج".
قرأ داروين ملحق التفسيرات في وقت مبكر من عام 1846 ورأى أن «روح التفسيرات وإن لم تكن الحقائق التي فيها، يجب أن تُلحق الخزي بأستاذه سيدجويك»، مع ملاحظة التكهنات والأدلة التي تشير إلى أن تشامبرز هو من ألف الكتاب. وفي أبريل 1847 بعد اجتماعه مع تشامبرز، ثم تلقيه عرضًا عن الآثار منه، اقتنع داروين بأن تشامبرز هو المؤلف لا ريب.
افترض داروين في مقدمة كتابه "أصل الأنواع، المنشور عام 1859 (بعد كتاب الآثار)، بأن قرائه كانوا على دراية بكتاب الآثار، وكتب ما شعر بأنه كان أخطر أوجه قصور كتاب الآثار فيما يتعلق بنظرية التطور البيولوجي:
أفترض أن مؤلف كتاب «آثار الخلق» سوف يقول، أنه بعد عدد غير معروف من الأجيال، أن بعض الطيور أنجبت نقارًا خشبيًا، وأعطت بعض النباتات نبتة الهدال أو الدبق الطفيلية، وأن هذه الكائنات قد أنتجت بشكل مثالي كما نراها الآن، لكن هذا الافتراض يبدو لي أنه بلا أي تفسير، لأنه يترك حالة تعايش الكائنات العضوية مع بعضها البعض، ومع ظروف حياتها المادية، دون نقاش وغير مفسرة.
انتهز تشامبرز نشر كتاب أصل الأنواع كفرصة لإصدار طبعة جديدة من كتاب الآثار والرد على تعليقات داروين، معربًا عن أسفه لأن داروين أساء فهم كتاب الآثار. كتب تشامبرز «يبدو للمؤلف أن السيد داروين قد تم مكنته معرفته الفائقة بلا حدود فقط لتوضيح مبدأ يمكن أن يسمى الحياة الحيوانية العملية، والتي يبدو أنه قادر على إحداث التعديلات المفترضة نظريًا في المؤلف السابق. يتناقض كتابه، دون أي اعتبار جوهري، مع الحاضر: بل على العكس من ذلك ... يعبر عن الأفكار العامة نفسها إلى حد كبير.» ولعله بتبسيط شديد استنتج تشامبرز أن «الاختلاف يبدو في الألفاظ، وليس في الحقائق أو الآثار.» على الأقل، رأى تشامبرز في داروين حليفًا تمس الحاجة إليه، وهو حليف لا يستطيع ببساطة أن يتحمل كونه ضده.
وعلى الأرجح فأن داروين قد قرأ تعليقات تشامبرز، لأنه أزال الفقرة التي يهاجمه بها من الطبعة الثالثة من كتاب أصل الأنواع (1861) ومن جميع الطبعات اللاحقة. وفي ملخص تاريخي، أضيف إلى الطبعة الثالثة من أصل الأنواع، لطف داروين لهجته قليلاً:
يعتقد المؤلف على ما يبدو أن التنظيم للكائنات يتقدم بقفزات مفاجئة، لكن التأثيرات الناتجة عن ظروف الحياة تكون تدريجية. يجادل بقوة كبيرة على أسس عامة بأن الأنواع ليست منتجات ثابتة. لكنني لا أستطيع أن أرى كيف يفسر «الدافعان» المفترضان بالمعنى العلمي التأقلمات المشتركة co-adaptations العديدة والجميلة التي نراها في الطبيعة؛ لا أستطيع أن أرى هكذا بأننا نكتسب أي نظرة ثاقبة على سبيل المثال، للكيفية التي أصبح نقار الخشب يتكيف مع عاداته الغريبة في الحياة. إن الكتاب، ومن خلال أسلوبه القوي والرائع، رغم طرحه في الإصدارات الأولى للقليل من المعرفة الدقيقة والقليل من الحذر العلمي الضروري، إلا أنه كان له انتشار واسع على الفور.
بل اقترح داروين أن كتاب تشامبرز ساعد في تمهيد الطريق لنشر نظريته للتطور عن طريق الانتقاء الطبيعي. «في رأيي، لقد قدم [كتاب الآثار] خدمة ممتازة في هذا البلد في لفت الانتباه إلى الموضوع، وإزالة التحامل عنه، وبالتالي مهد الطريق لاستقبال وجهات نظر مماثلة.»
لقد استشهد بعض المؤرخين بالاستقبال القاسي الذي تلقاه كتاب الآثار، والسخرية من أفكاره التطورية، كعامل أدى إلى توخي الحذر عند داروين في نشر نظريته حول التطور. في رسالة إلى توماس هنري هكسلي في عام 1854 (قبل خمس سنوات من نشر كتابه الخاص عن التطور، ولكن بعد مرور اثني عشر عامًا على وضع أفكاره لأول مرة في مقال غير منشور)، أعرب داروين عن تعاطفه مع مؤلف كتاب الآثار (وكان لا يزال مجهول الهوية)، رادًا على مراجعة قاسية من هوكسلي: «يجب أن أعتقد أن مثل هذا الكتاب، إذا لم ينفع لأي شيء آخر، فهو ينشر ذوق العلوم الطبيعية. لكنني قد لا أكون قاضياً عادلاً، لأنني لا أرى الأنواع تقريبًا بالطريقة التقليدية مثل كتاب الآثار نفسه، على الرغم من أنني آمل ألا تكون رؤيتي غير فلسفية أيضًا بنفس الدرجة.» ومع ذلك ذكر، في وقت لاحق من العام نفسه، في رسالة إلى هوكر، ذكر داروين كتاب الآثار بلهجة أكثر رصانة: «يجب أن يكون لدي هواجس أقل لإزعاجك إذا كان لدي أدنى ثقة في نتيجة كتابي. أحيانًا، أظنه سيكون جيدًا، وفي أحيان أخرى أشعر بالخجل الشديد من نفسي، كما يجب أن يكون مؤلف كتاب الآثار خجلًا من نفسه».
وفقًا للمؤرخ جيمس أ. سيكورد، فقد كان كتاب الآثار أكثر بيعًا من كتاب أصل الأنواع حتى أوائل القرن العشرين.

### التأثير على ألفريد راسل والاس
بسبب قراءة كتاب الآثار في عام 1845 بدأ توجه ألفرد راسل والاس ليعتقد بأن تحويل الأنواع قد حدث. وبسبب هذا الاعتقاد اندفع للتخطيط لعمله الميداني المبكر وفي ذهنة فكرة جمع البيانات حول التوزيع الجغرافي للأنواع المتقاربة عن كثب على أمل العثور على أدلة تدعم الفكرة. علق والاس على مفهوم تحويل الأنواع كما هو شرح في كتاب الآثار في رسالة إلى هنري والتر بيتس بعد أشهر من قراءته الكتاب لأول مرة:
 يبدو أن رأي أكثر ايجابية بخصوص كتاب «الآثار» من رأيك. أنا لا أعتبر ما ذكره تعميمًا متسرعًا، بل هو فرضية عبقرية تدعمها بقوة بعض الحقائق والتشابهات المذهلة، لكن ما زال يتعين إثباتها بمزيد من الوقائع والضوء الإضافي الذي قد يلقيه مزيد من البحث على المشكلة. الكتاب يطرح موضوعًا يهتم به كل مراقب للطبيعة؛ وستؤثر كل حقيقة يلاحظها على الكتاب سلبًا أو إيجابًا، وبالتالي فهي بمثابة تحريض على جمع الحقائق، وغرض يمكن تطبيقه عليها عند جمعها.

## تحديد هوية المؤلف
نظرًا لأن الكتاب نُشر بدون ذكر مؤلفه، فقد بدأت التكهنات حول هوية المؤلف بشكل طبيعي فور صدوره. واشتبه بالكثير من الأشخاص، بما في ذلك تشارلز داروين («يجب أن أشعر بالإطراء وأن لا أشعر به»)، والجيولوجي تشارلز ليل، وعالم الفراسة جورج كومب، بالإضافة إلى العديد من الأشخاص الذين استشهد الكتاب بعملهم. وفي وقت مبكر كان أحد المشتبه بهم المشهورين السير ريتشارد فيفيان، زعيم المحافظين المعارضين في البرلمان لمشروع قانون الإصلاح. كان لدى فيفيان Vyvyan مصلحة في الفلسفة الطبيعية، علم الفراسة، والتطور اللاماركي. قبل ثلاث سنوات فقط طبع علم الكون التطوري الخاص به، وأرسل نسخة منه إلى عالم التشريح الإنجليزي ريتشارد أوين. يُرجح أن هذا الأمر الأخير يفسر التناقض بين رسالة أوين النقدية إلى ويليام ويلويل على كتاب الآثار ورسالته المذهلة إلى المؤلف، الذي اعتقد أنه فيفيان.بل لقد اقترح في وقت ما أن الأمير ألبرت ربما ألف الكتاب سراً. واعتقد آدم سيدجويك، وآخرين، في البداية أن العمل كتبه على الأرجح امرأة، إما هارييت مارتينو أو الكونتيسة آدا لوفلايس. إذ كان يعتقد أن التأليف الأنثوي يفسر كل أوجه القصور العلمية في الكتاب.
أصبح روبرت تشامبرز أحد المشتبه بهم البارزين في ربيع عام 1845. في عام 1854، وعقب نشر الطبعة العاشرة من الآثار إلى جانب مختصر السيرة الذاتية للمؤلف المجهول، اتهم مساعد سابق يدعى ديفيد بيج تشامبرز مباشرة. تمت طباعة هذا الاتهام في مجلة أثينا، ولكن نظرًا لأن بيج كان موظفًا سابقًا في شركة تشامبرز يشعر بالمرارة منه، فإن شهادته لم تؤخذ على محمل الجد. أنكر فيفيان أخيرًا أنه كان مؤلفًا صريحًا وأدرج المتحف البريطاني الكتاب تحت اسم جورج كومب حتى عام 1877.
بعد وفاة روبرت في عام 1871، صاغ شقيقه، وليام، سيرة لروبرت لكنه رفض الكشف عن السر. لم يذكر كتاب الآثار إلى ليفت النظر أن تأليف روبرت المشتبه به كان يستخدم كوسيلة لتشويه سمعته عندما ترشح لمنصب اللورد بروفوست في إدنبره في عام 1848. لكن السر كشف أخيرًا في عام 1884، عندما أصدر ألكساندر آيرلندا إصدارًا جديدًا هو الثاني عشر يحمل اسم روبرت ومقدمة توضح الظروف الكامنة وراء نشره.

## طبعات كتاب اللآثار وملحق التفسيرات

### طبعات كتاب الآثار
قام تشامبرز بمراجعات مهمة في الكتاب، وصقل حججه، وعالج العديد من الانتقادات واستجاب للمنشورات العلمية الجديدة. لقد أضاف وحذف أقسام كاملة بحيث اختلف محتوى الإصدار الأخير بشكل كبير عن محتوى الإصدار الأول.
| ادشن | تاريخ              | الصحفات                 | عدد النسخ | ملاحظات: |
| ---- | ------------------ | ----------------------- | --------- | --- |
| 1    | أكتوبر             | 6                       | 750       | |
| 2    | ديسمبر             | 6                       | 1000      | التصحيحات الصغيرة أساسا. |
| 3    | فبراير             | 4.                      | 1500      | يزيل معظم النقاش حول تصنيف quinarian . |
| 4    | أيار               | 4.                      | 2000      | تغييرات صغيرة كثيرة على الفصول الجيولوجية. |
| 5    | 18 كانون ثاني 2018 | 4.                      | 1500      | يقدم الدليل التجريبي لفرضية السديم. تصويبات للجيولوجيا. يزيل كل ذكر عن quinarianism. |
| 6    | مارس 2005          | 4.                      | 1000      | العديد من التنقيحات ردا على النقد. |
| 7    | أيار               | 4.                      | 5000      | طبعة رخيصة مع نفس النص مثل الطبعة 6. |
| 8    | 21 يوليو           | 6                       | 3000      | طبعة رخيصة. "ملاحظة ختامية" إعادة كتابة. |
| 9    | 21 يوليو           | 4.                      | 3000      | طبعة رخيصة. |
| 10   | يونيو              | الثاني عشر ، 325، LXVII | 2500      | يتضمن مقدمة عن السيرة الذاتية و 107 رسومات خشبية توضيحية منقوشة اختارها عالم الفيزياء ويليام كاربنتر. أضاف قسمًا عن الحفريات في الصخور الأقدم، وحذف "الملاحظات الختامية" وأضاف ملحقًا يحتوي على ردود على النقد. |
| 11   | ديسمبر             | الرابع ، 286، lxiv      | 2500      | يزيل مقدمة السيرة الذاتية. يتضمن مناقشة حجمها 3 صفحات أصل الأنواع التي نشره داروين في ملحق. |
| 12   | أبريل              | السادس ، 418، lxxxii    | 5000      | النص كما هو الحال في الطبعة الحادية عشر ولكن يتضمن مقدمة من أيرلندا تكشف أن روبرت تشامبرز هو المؤلف. |

تم إعادة طبعه عدة مرات في الولايات المتحدة. ما لا يقل عن 14 إصدارات معروفة؛ نشرتها وايلي وبوتنام ، نيويورك (اثنان في 1845، 1846)، كولير، نيويورك (1846)، هاربر، نيويورك (1847، 1854، 1856، 1858، 1859، 1859، 1860، 1862، 1868) وجيمس ، سينسيناتي (1852، 1858). بعد عام 1846، شملت الطبعات الأمريكية عادة ملحق التفسيرات.

### إصدارات ملحق التفسيرات
| الطبعة | تاريخ    | الصحفات | عدد النسخ |
| ------ | -------- | ------- | --------- |
| 1      | ديسمبر   | خامساً:  | 1500      |
| 2      | 21 يوليو | خامساً:  | 1500      |

### ترجماتكتاب الآثار
تم ترجمة الكتاب إلى خمس لغات. أول ترجمة كانت إلى الألمانية، AF Seubert (Becher ، شتوتجارت ، 1846)، تليها النسخة الهولندية التي أعدهاJH van den Broek (Broese ، Utrecht ، 1849 و 1850). تم الانتهاء من الترجمة الألمانية الثانية من قبل كارل فوغ (F. Vieweg ، Brauchweig ، 1851 و 1858). استندت ترجمة J. Somody إلى الهنغارية على طبعة لندن العاشرة (ونشرتها مدرسة كالفين الثانوية ، Pápa ، 1858، أعيد طبعها في Pest ، 1861). ترجم F. Majocchi الكتاب إلى الإيطالية (القاهرة ، Codogno ، 1860). وصدرت النسخة الروسية (تشيرين وأوشاكوف ، موسكو ، 1863، 1868) من قبل أ. بالوفسكي واعتمد على ترجمة فوجت عام 1958.

### إضافة الرسوم التوضيحية
تضمنت طبعات لندن التسعة الأولى والعديد من الترجمات لكتاب الآثار رسومًا توضيحية قليلة نسبيًا أو لم تتضمن أية رسوم. الصورة الأكثر شهرة هي شجرة التطور الجنيني (انظر أعلاه) التي تم رسمها بعد رسم تخطيطي ظهر قبل ثلاث سنوات في كتاب دبليو بي كاربنتر، مبادئ علم وظائف الأعضاء العام والمقارن (تشرشل ، لندن). اعترفت تشامبرز بهذه الحقيقة في الطبعة الخامسة من الآثار. استمرت الرسم في الطبعات التسعة الأولى وظهر مع تغييرات طفيفة في جميع ما عدا الترجمة الهنغارية. احتوى الإصداران الأولان أيضًا على مخطط مثلث الأشجار أراد بواسطته تشامبرز توضيح نظام تصنيف الحيوانات لكويناري. ثلاث أخطاء في النص والرسم البياني جعلت هذا الرقم من الصعب فهمه، وبالتالي تم تجاهله بالكامل من قبل مؤرخي العلوم. نظرًا لأن نظام التصنيف كويناري قد فقد شعبيته حتى قبل صدور الطبعة الأولى من الآثار، قرر تشامبرز إزالة المواد من الإصدار الثالث وما بعده.
المخطط المفاهيمي الثالث من كتاب الآثار هو علم الأنساب الحيواني الذي ظهر لأول مرة في الطبعة السادسة. إنه يوضح كيف تغيرت وجهات نظر تشامبرز من نظام كويناري إلى تصنيف الأنساب. باستخدام الأمثلة الأحفورية من العصر السيلوري، اقترح المؤلف أن أشكال مختلفة تطورت بشكل مستقل على طول طرق متوازية. أثار روبرت إمكانية رسم شجرة أنساب للوجود، ولكنه لم يحاول قط إعدادها. انتقد الكتاب في كثير من الأحيان بسبب عدم وجود رسوم توضيحية للتاريخ الطبيعي مما جعل محتوياته صعبة المتابعة للقارئ العام. في الواقع، اعترف اثنان من المترجمين بالمشكلة في وقت مبكر. ضمنت Vogt العديد من أشكال الحفريات في الترجمة الألمانية، في حين أضاف فان دن بروك اثنين من الأطالس كمكمل للنسخة الهولندية لتوضيح الحفريات والحيوانات الحديثة. في النهاية، أدرك تشامبرز أهمية المواد التوضيحية وطلب من كاربنتر اختيار الصور النباتية والحيوانية، وأخذ معظمها من كتابه الخاص. ثم تم تضمين مائة وسبعة رسوم توضيحية في الطبعة العاشرة (1853)، على سبيل المثال، رسم الماموث الموضح أعلاه. في الواقع، كان عدد الرسوم التوضيحية المختلفة 100 فقط، لأن سبعة منهم ظهروا مرتين في الكتاب. الترجمة الوحيدة التي تظهر فيها المجموعة الكاملة من الأرقام هي الترجمة المجرية.

## قراءات لاحقة
- Millhauser، Milton (1959)، Just Before Darwin: Robert Chambers and Vestiges، Middletown, CT: Wesleyan University Press

## وصلات خارجية
- [الغرف ، ر.] (1844). بقايا التاريخ الطبيعي للخلق . لندن: جون تشرشل. (داروين اون لاين)
- [الغرف ، ر.] (1845). التفسيرات: تكملة لـ «آثار التاريخ الطبيعي للخليقة». بواسطة مؤلف هذا العمل . لندن: جون تشرشل. (داروين اون لاين)
- الآثار على الإنترنت ، بتنسيق PDF ، تم مسحها ضوئيًا من نص أصلي (النشر العلمي الإلكتروني)
- بقايا على الإنترنت ، بتنسيق HTML و TXT (Project Gutenberg)
- بقايا على الإنترنت ، بتنسيق HTML (أرشيف ستيفن جاي جولد)
- الشرح: تكملة لـ «آثار التاريخ الطبيعي للإنشاء» الإصدار الثاني. (1846) من كتب Google.